# Colostygia clausa
Colostygia clausa là một loài bướm đêm trong họ Geometridae.